# Guillermo Rigondeaux
Guillermo Rigondeaux (n. 30 septembrie 1980, Santiago de Cuba, Cuba) este un boxer ce a reprezentat Cuba, medaliat olimpic. A participat la 2 ediții ale Jocurilor Olimpice (2000, 2004) în care a câștigat două medalii de aur.